# François-Benoît Hoffman

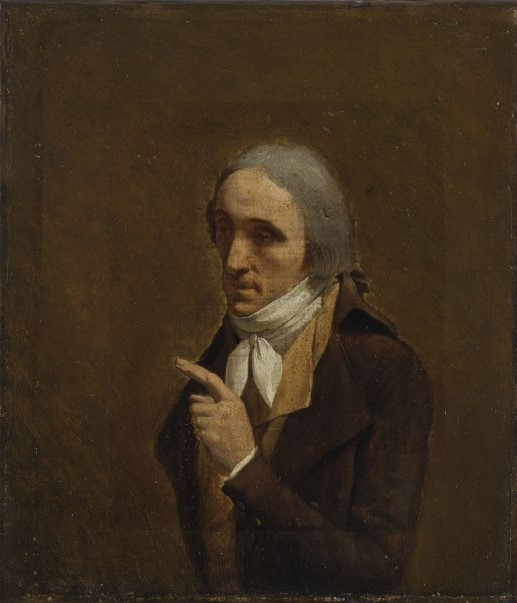
François-Benoît Hoffman, porträtiert von Louis-Léopold Boilly

François-Benoît Hoffman (* 11. Juli 1760 in Nancy; † 25. April 1828 in Paris) war ein französischer Dramatiker, Librettist und Journalist. Heute ist er wegen seiner Libretti für Étienne Méhul und Luigi Cherubini bekannt, darunter insbesondere Cherubinis Médée (1797).

## Leben
Hoffman studierte die Rechte an der Universität Straßburg. 1784 kam er nach Paris, wo er sein erstes Libretto verfasste, Phèdre, für den Komponisten Jean-Baptiste Lemoyne, und das gemeinsame Werk wurde im Oktober 1786 in Fontainebleau aufgeführt. Mit Lemoyne überwarf Hoffman sich bald und bot sein Libretto Adrien, empereur de Rome Cherubini an, der jedoch Hoffmans Drama Médée bevorzugte. Adrien wiederum wurde von Méhul gewählt, mit dem Hoffman dann in zahlreichen Opern zusammenarbeitete, darunter Euphrosine (1790), Stratonice (1792) und Ariodant (1799).
Hoffman engagierte sich nachhaltig dafür, dass Autorenrechte gewährleistet wurden, außerdem kämpfte er für Pressefreiheit und das Recht, literarische Produkte nicht zensurieren lassen zu müssen. Diese Aktivitäten brachten ihn häufig in Konflikt mit Behörden und sonstigen Autoritäten.
Für seine späteren Opern wählte Hoffman einen anderen Stil als für seine Werke aus den 1790er Jahren. Als ein Beispiel dafür kann Les rendez-vous bourgeois mit Musik von Isouard gelten. 1807 wurde er von Charles-Guillaume Étienne eingeladen, an dessen Journal de l'Empire (später Journal des Débats) mitzuwirken.

## Werke
Libretti und sonstige Dramatische Werke
- Phèdre. Tragédie lyrique in 3 Akten. Musik von Jean-Baptiste Moyne. Uraufführung am 26. Oktober 1786 im Schloss Fontainebleau
- Nephté. Tragédie lyrique in 3 Akten. Musik von Jean-Baptiste Moyne. Uraufführung am 15. Dezember 1789 in der Pariser Oper
- Euphrosine ou Le tyran corrigé. Comédie in 5 Akten. Musik von Étienne-Nicolas Méhul. Uraufführung am 4. Oktober 1790 in der Comédie-Italienne (reduziert auf 4, dann auf 3 Akte)
- Adrien. Oper in 3 Akten. Musik von Étienne-Nicolas Méhul. Uraufführung als Oper am 4. Juni 1799
- Stratonice. 1-aktige Comédie héroïque in Versen. Musik von Étienne-Nicolas Méhul. Uraufführung am 3. Mai 1792 in der Comédie-Italienne
- Le jeune sage et le vieux fou. Comédie in 1 Akt. Musik von Étienne-Nicolas Méhul. Uraufführung am 28. März 1793 in der Opéra-Comique Paris
- Adélaïde., Vers-Drama in 3 Akten. Uraufführung 1793
- Callias. Vers-Drama in 1 Akt. Uraufführung 1795
- Le Brigand. Opéra-comique in 3 Akten. Uraufführung 1795
- Azeline. Comédie in 3 Akten. Uraufführung 1797
- Médée. Oper in 3 Akten. Musik von Luigi Cherubini. Uraufführung 1797 im Théâtre Feydeau Paris
- Ariodant. Drama in 3 Akten. Musik von Étienne-Nicolas Méhul. Uraufführung am 11. Oktober 1799 in der Opéra-Comique Paris
- Bion. Comédie in 1 Akt. Musik von Étienne-Nicolas Méhul. Uraufführung am 27. Dezember 1800 in der Opéra-Comique Paris
- Lisistrata, ou Les Athéniennes, Comédie en un acte et en prose, mêlée de vaudevilles imitée d'Aristophane. Uraufführung am 15. Januar 1802 im Théâtre Feydeau Paris
- Le trésor supposé ou le Danger d’écouter aux portes. Comédie in 1 Akt. Musik von Étienne-Nicolas Méhul. Uraufführung am 29. Juli 1802 in der Opéra-Comique Paris
- Le Roman d’une heure. Comédie in 1 Akt. Uraufführung im Théâtre du Gymnase Marie Bell Paris 1803
- La Ruse inutile. Opéra-comique in 2 Akten. Uraufführung 1805
- Grimaldi. Comédie in 3 Akten. Musik von Rodolphe Kreutzer. Uraufführung 1810

Romane, Essais
- Mes souvenirs ou Recueil de pensées fugitives (dt.: Meine Erinnerungen, oder Sammlung flüchtiger Gedanken) (1802)